# 21st Century Fox
21st Century Fox — американский транснациональный медиахолдинг. Возник в 2013 году в результате реорганизации и выделения из медиахолдинга News Corporation. Самым крупным активом корпорации была киностудия 20th Century Fox; после продажи киностудии и нескольких других активов оставшиеся были выделены в Fox Corporation, а холдинг 21st Century Fox прекратил существование.

## История
Медиахолдинг News Corporation был основан в 1979 году. В 2012 году его основатель и владелец, Руперт Мёрдок, принял решение о разделении медиахолдинга на две самостоятельные компании. Правопреемницей прежней компании стала компания 21st Century Fox, в которую вошли кинокомпания 20th Century Fox, сеть телекомпаний Fox Networks Group и ряд других телекомпаний, а газетный и издательский бизнес перешёл к новой компании, называемой News Corp. Руперт Мёрдок стал председателем и главным исполнительным директором обеих компаний, а его сыновья Джеймс и Ланкан заняли места в советах директоров новых структур. С 1 июня 2013 года акции 21st Century Fox стали котироваться на бирже NASDAQ.
В ноябре 2017 года стало известно, что руководство компании решило сосредоточиться на новостных и спортивных спутниковых каналах, менее доходные кино- и телеподразделения были выставлены на продажу. Заинтересованность в покупке выразили  Disney, Comcast (материнская компания NBCUniversal, владельца Universal Pictures), Verizon Communications, Sony.
В декабре 2017 года Disney договорилась с 21st Century Fox о покупке этих подразделений. Планировалось, что это будет произведено путём обмена акций 21st Century Fox на акции Disney на общую сумму в 52,4 миллиарда долларов.  Также Disney возьмёт на себя 13-миллиардный долг Fox.
В мае 2018 года появилась информация, что Comcast планирует вмешаться в сделку и предложить Fox большую сумму деньгами, а не ценными бумагами. Disney 20 июня 2018 года превзошла предложение Comcast, предложив Fox 71,3 миллиарда долларов. 
20 марта 2019 года Disney официально закрыла сделку по покупке 21st Century Fox.

## Активы
- 20th Century Fox
- 20th Century Fox Animation
- 20th Century Fox Television
- 20th Television
- Fox Searchlight Pictures
- Fox 2000 Pictures
- Fox Family
- Fox Studios Australia
- New Regency Productions
- Zero Day Fox
- Blue Sky Studios
- Fox Music
- Fox Stage Productions
- Fox VFX Lab
- Fox Entertainment Group
- Fox Networks Group
- National Geographic Channel
- FX